# Innocentius V
Innocentius V, född Petrus a Tarentasia 1225 i närheten av Moûtiers i Tarentaisedalen, död 22 juni 1276 i Rom, var påve från den 21 januari] till sin död fem månader senare, den 22 juni 1276. Han saligförklarades 1898, med minnesdag den 22 juni.

## Biografi
Petrus a Tarentasia inträdde i dominikanorden vid sexton års ålder, studerade vid universitetet i Paris, där han avlade magisterexamen i teologi 1259 och utnämndes till professor vid teologiska institutionen, och skaffade sig rykte som Doctor famosissimus, "den mest berömde doktorn".
Efter att en tid ha varit ledare för dominikanorden i Frankrike, blev han 1272 ärkebiskop av Lyon, och utnämndes året därpå av påve Gregorius X  till kardinalbiskop av Ostia. Under en tid fungerade han som påvens personlige rådgivare. Han kom att spela en framträdande roll vid Andra Lyonkonciliet 1274, där han höll två anföranden samt talade vid Bonaventuras begravning. 
Han valdes till Gregorius efterträdare den 21 januari 1276, och blev därmed den förste påven från dominikanorden. Pontifikatet gick i fredens tecken. Han försökte mäkla fred mellan ghibelliner och guelfer, uppnådde fred mellan Lucca och Pisa, och medlade mellan Rudolf av Habsburg och Karl I av Anjou. Han försökte också uppnå målsättningen från Lyonkoncilierna om att återförena de grekiska och romerska kyrkorna. Under sitt korta pontifikat arbetade han ivrigt för ett korståg.
Innocentius har författat ett flertal verk i teologi, filosofi, och kanonisk rätt, bland annat en kommentar till Petrus Lombardus Sententiae, de filosofiska avhandlingarna De unitate formæ, De æternitate mundi och De intellectu et voluntate, men en kommentar till Paulus brev som ibland uppges vara av hans hand är troligen skriven av Nicolaus av Gorran.
Innocentius V är begravd i Lateranbasilikan.